# Anthia sexguttata
Anthia sexguttata hay bọ đất sáu chấm, là một loài bọ cánh cứng trong họ Carabidae.

## Hình ảnh

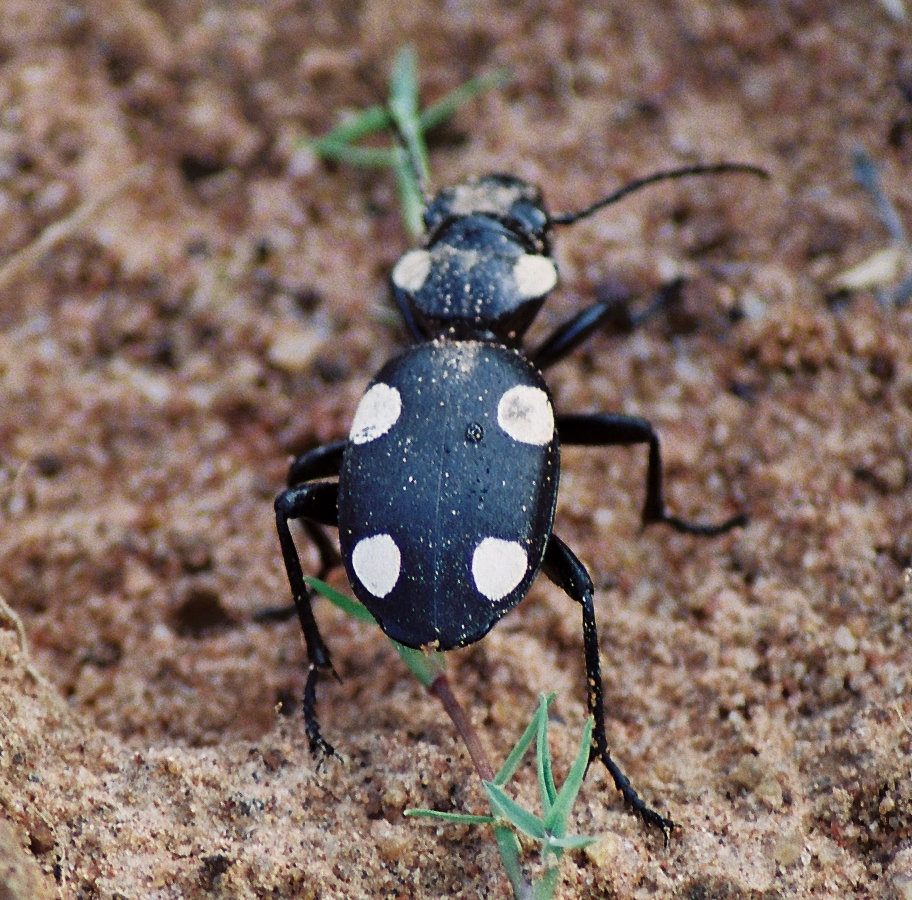
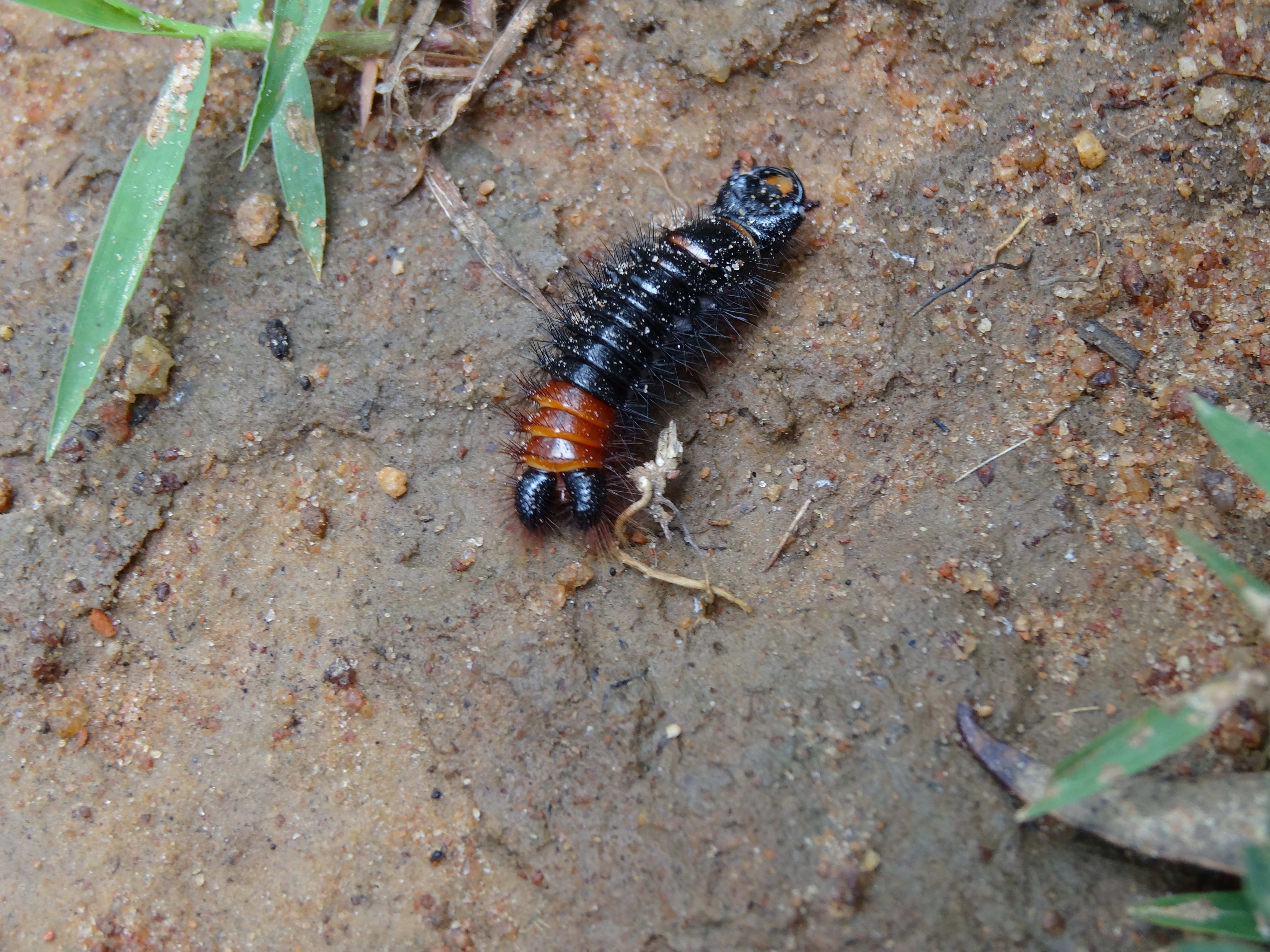
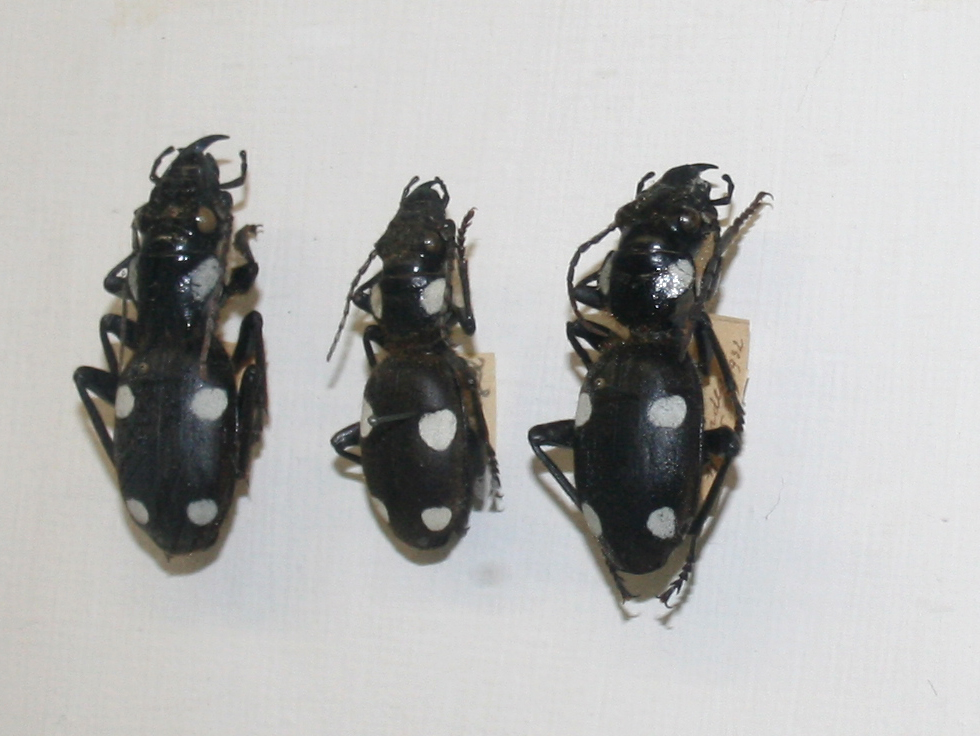